# Pintér Hedvig
Pintér Hedvig, Dékányné (Körmend, 1987. május 16. –) magyar bajnok labdarúgó, középpályás.

## Pályafutása
A VIktória FC csapatában szerepelt. Tagja volt az első vidéki női bajnokcsapatnak 2004-ben.

## Sikerei, díjai
- Magyar bajnokság
  - bajnok: 2003–04
  - 2.: 2004–05, 2005–06
  - 3.: 2001–02, 2002–03